# Ann Harding

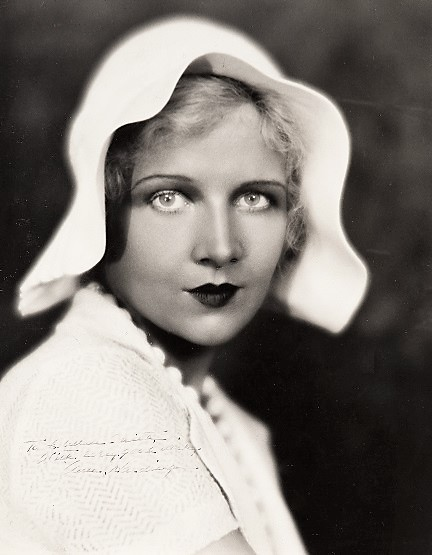
Ann Harding (1930er-Jahre, Foto von Elmer Russell Ball)

Ann Harding; eigentlich Dorothy Walton Gatley (* 7. August 1902 in Fort Sam Houston, Texas; † 1. September 1981 in Sherman Oaks, Kalifornien), war eine US-amerikanische Schauspielerin, die in der frühen Tonfilmzeit vor allem durch Melodramen zum Hollywood-Star wurde.

## Leben
Die Tochter eines ranghohen Militärs verbrachte ihre Kindheit und Jugend auf verschiedenen US-Militärbasen. Entgegen dem ausdrücklichen Wunsch ihres Vaters beschloss Ann Harding, eine Karriere als Schauspielerin zu verfolgen. Ihren größten Erfolg am Broadway konnte sie 1927 in dem Kriminaldrama The Trial of Mary Dugan feiern. Ann Harding ging Anfang 1929 nach Hollywood, doch die Hoffnung, auch in der Verfilmung des Stücks durch MGM die Hauptrolle spielen zu können, zerschlug sich jedoch in dem Moment, als Norma Shearer beschloss, in der Rolle der des Mordes verdächtigten Chorusgirls ihr offizielles Debüt im Tonfilm zu geben. Harding schloss daraufhin einen Vertrag mit der Gesellschaft Pathé und schaffte mit ihrer ersten Filmrolle, der Adaption von Philip Barrys Salonkomödie Paris Bound, einen großen finanziellen und künstlerischen Erfolg.
Das Studio setzte Harding unmittelbar darauf in Holiday und damit erneut in der Adaption eines Barry-Stücks ein. Die Inszenierung brachte für Ann Harding 1930 die einzige Nominierung für den Oscar als beste Hauptdarstellerin. Das Stück ist heute den meisten Fans in der Verfilmung Die Schwester der Braut durch George Cukor aus dem Jahre 1938 mit Katharine Hepburn und Cary Grant in Erinnerung. Zu dem Zeitpunkt gehörte Harding gemeinsam mit den Schauspielerinnen Constance Bennett und Helen Twelvetrees zu den größten Stars ihres Heimatstudios Pathé. Ihr Status als Königin des Studios behielt sie auch, nachdem Pathé kurze Zeit später mit anderen Gesellschaften zur RKO Pictures verschmolz. Von Anfang an litt Hardings Karriere unter dem, was man als type casting bezeichnet: der endlosen Wiederholung ein und derselben Rolle. Nachdem die Schauspielerin an der Kinokasse große Erfolge als kultivierte, lang leidende Dame der besseren Gesellschaft feierte, beschloss sie, an dem Erfolgsrezept wenig zu ändern. Das Spektrum der Rollen reichte dabei von altmodischen Melodramen wie East Lynne oder Devotion über Dreiecksgeschichten vor einem exotischen Studiohintergrund wie Flucht von der Teufelsinsel, der Harding als die Ehefrau eines Gefängnisaufsehers in Französisch-Guyana einsetzte, und Prestige, mit Ann als Ehefrau eine Plantagenbetreibers irgendwo in Indochina und The Conquerors, wo Harding als langleidende Ehefrau von Richard Dix unter der Regie von William A. Wellman die Wirren der großen amerikanischen Landnahme Ende des 19. Jahrhunderts übersteht und für ihre Bemühungen vom Studio $ 93.500 an Gesamtgage erhielt. Ihr Flair für sophisticated comedy – eine Wortschöpfung, für die es keine angemessene deutsche Entsprechung gibt – wurde nur selten genutzt, so 1932 in der Verfilmung des Theaterstücks The Animal Kingdom, wiederum von Philip Barry, mit Leslie Howard und Myrna Loy. 1933 war Ann Harding wieder als entsagungsreiche Dame der besseren Gesellschaft zu sehen, die ihr Herz unter Lagen von Pelz verbirgt, als sie in der Verfilmung des Broadwayerfolges When Ladies Meet die Frau eines Verlegers spielte, der eine Affäre mit einem Societygirl, gespielt von Myrna Loy, beginnt. Später im Jahr war sie noch an der Seite von  William Powell in der Kriminalkomödie Double Harness zu sehen.
Nach 1933 jedoch entschied sich Harding, nur noch in tränenreichen Melodramen zu spielen. Die Geschichten ähnelten sich alle: die Heldin verliebt sich in den falschen Mann, wird schwanger, ohne verheiratet zu sein, irgendwo geschieht ein Mord, Ann nimmt aus nicht nachvollziehbaren Gründen die Schuld auf sich, geht unschuldig ins Gefängnis, leidet sehr viel, weint noch mehr und am Ende gibt es ein Happy End. Das Leiden geschieht mit dem größtmöglichen Aufwand an Glamour und mag das Schicksal noch so unbarmherzig zuschlagen, die Heldin ist immer perfekt zurechtgemacht. Den Gipfelpunkt dieser Weltschmerzromantik bildeten zwei Streifen aus dem Jahr 1934: The Life of Vergie Winters, in dessen Verlauf Harding ungewollt schwanger wird, auf ihr Kind verzichtet und am Ende sogar noch zugunsten des Kindsvaters für einen Mord ins Gefängnis geht, den sie nicht begangen hat. Gallant Lady setzte Harding wiederum als unverheiratete Mutter ein, die erst nach vielen Schicksalsschlägen ihr Kind wieder in den Armen halten kann, nachdem der Vater es ohne ihr Wissen zur Adoption freigegeben hatte. Der Film wurde so ein solcher Erfolg, dass das Studio die Geschichte keine vier Jahre später unter dem Titel Always Goodbye mit Barbara Stanwyck neu verfilmte.
Nach dem Misserfolg von Enchanted April und der anspruchsvollen, finanziell jedoch enttäuschenden Adaption von Peter Ibbetson mit Filmpartner Gary Cooper, beide 1935, versank die Karriere von Harding rasch in der Bedeutungslosigkeit. Sie drehte 1937 in England an der Seite von Basil Rathbone Love From A Stranger, der auf dem gleichnamigen Theaterstück von Agatha Christie basiert und zog sich dann für einige Jahre von der Leinwand zurück. Erst 1942 kehrte sie als Charakterdarstellerin in Eyes in the Night nach Hollywood zurück. Anschließend übernahm sie weitere Engagements, darunter ihr Auftritt als Marjorie Merriweather Post – Ehefrau des US-amerikanischen Botschafters in der Sowjetunion, Joseph E. Davies – in Michael Curtiz’ Botschafter in Moskau und eine Millionärsgattin in Ein Leben wie ein Millionär von Roy Del Ruth. An ihre Erfolge aus den frühen 1930er-Jahren konnte sie damit aber nicht mehr anknüpfen. 1956 drehte Harding ihren letzten Kinofilm, absolvierte bis 1965 jedoch noch verschiedene Rollen im Fernsehen, darunter als Gastdarstellerin in Serien wie Ben Casey.
Ann Harding war von 1926 bis 1936 mit dem Schauspieler Harry Bannister und von 1937 bis 1962 mit dem Komponisten Werner Janssen verheiratet, beide Ehen wurden geschieden. Sie hat eine Tochter aus erster Ehe. Ihren Lebensabend verbrachte Harding im kalifornischen Sherman Oaks, wo sie 1981 im Alter von 79 Jahren starb.

## Auszeichnungen
Oscar/Beste Hauptdarstellerin
- Oscarverleihung 1931 – Nominierung für Holiday

Zwei Sterne auf dem Hollywood Walk of Fame erinnern an die Schauspielerin. Der Stern Höhe 6201 Hollywood Boulevard ist ihrer Arbeit beim Film gewidmet, der Stern Höhe 6840 Hollywood Boulevard erinnert an ihre Arbeiten im Fernsehen.

## Filmografie (Auswahl)
- 1929: Paris Bound
- 1929: Her Private Affair
- 1929: Flucht von der Teufelsinsel (Condemned!)
- 1930: Holiday
- 1930: The Girl of the Golden West
- 1931: East Lynne
- 1931: Devotion
- 1931: Prestige
- 1932: Westward Passage
- 1932: The Conquerors
- 1932: The Animal Kingdom
- 1933: When Ladies Meet
- 1933: Double Harness
- 1933: The Right to Romance
- 1933: Gallant Lady
- 1934: The Life of Vergie Winters
- 1934: The Fountain
- 1935: Biography of a Bachelor Girl
- 1935: Enchanted April
- 1935: The Flame Within
- 1935: Peter Ibbetson
- 1936: The Lady Consents
- 1936: The Witness Chair
- 1937: Love from a Stranger
- 1942: Die Spur im Dunkel (Eyes in the Night)
- 1943: Botschafter in Moskau (Mission to Moscow)
- 1943: The North Star
- 1944: Nine Girls
- 1944: Janie
- 1945: Those Endearing Young Charms
- 1946: Janie Gets Married
- 1947: Ein Leben wie ein Millionär (It Happened on Fifth Avenue)
- 1947: Christmas Eve
- 1950: Einmal eine Dame sein (Two Weeks with Love)
- 1950: The Magnificent Yankee
- 1951: Anwalt des Verbrechens (The Unknown Man)
- 1956: Der Mann im grauen Flanell (The Man in the Gray Flannel Suit)
- 1956: I’ve Lived Before
- 1956: Strange Intruder
- 1961: Alfred Hitchcock präsentiert (Alfred Hitchcock Presents, Fernsehserie, Folge 7x12)
- 1963: Preston & Preston (The Defenders, Fernsehserie, Folge 2x28)
- 1963: Amos Burke (Burke’s Law, Fernsehserie, Folge 1x02)
- 1964: Dr. Kildare (Fernsehserie, Folge 3x18)
- 1965: Ben Casey (Fernsehserie, Folge 5x05)

## Weiterführende Literatur
- Scott O’Brien: Ann Harding: Cinema’s Gallant Lady. BearManor Media, New York 2010, ISBN 978-1-59393-535-1 (englisch).